# Gianfranco Cunico
Gianfranco Cunico, meglio conosciuto come Franco (Vicenza, 11 ottobre 1957), è un pilota di rally italiano.

## Carriera

### Anni 1970 e 1980

Un giovane Cunico, accanto alla sua Autobianchi A112 Abarth, festeggia la vittoria all'Elba nell'edizione 1978 del Trofeo A112.

Il suo esordio nelle competizioni avviene nel 1977 al Rally delle Valli Piacentine, dove è costretto al ritiro per incidente, e al Rally di San Martino dove viene già notato da un giovane giornalista, Carlo Cavicchi, in seguito diventato uno dei più qualificati direttori di giornali automobilistici. L'anno successivo partecipa per la prima volta al Trofeo A112, campionato monomarca riservato alle Autobianchi A112 Abarth, classificandosi quarto assoluto; conquisterà il titolo nel 1979, vincendo 7 delle 10 gare in calendario.
Nel 1980 viene chiamato dalla Lancia a guidare la Stratos con i colori dei Concessionari Lancia Italiani in alcune prove del Campionato Italiano Rally, mettendosi subito in mostra al rally della Costa Smeralda giungendo terzo dietro a Bernard Darniche (Lancia) e Stig Blomqvist (Saab). La Ford nel 1981 lo chiama a guidare la nuova Fiesta di Gruppo 2, ma con questa vettura i risultati scarseggiano e si fa notare solo per un 2º posto assoluto al Rally della Liburna e un 10º in Costa Smeralda.

Cunico e Maurizio Perissinot su Fiat Ritmo Abarth 125 TC al Sanremo del 1982, chiuso al 12º posto.

Nel 1982 è pilota ufficiale di Fiat con la Ritmo e con il navigatore Sergio Cresto, poi perito tragicamente in Corsica con il finlandese Henri Toivonen. Nel 1983 prende parte a un programma ad alto livello con la Lancia Rally 037: a fine campionato vince il titolo Italiano di Gruppo B e giunge 2º assoluto nella classifica finale, a un solo punto da Miki Biasion ma disputando una gara in meno dell'avversario, il Rally di Sanremo; in questa stagione trionfa alla Rally Targa Florio, Colline di Romagna, Liburna e Aosta. L'anno successivo, non essendo stato riconfermato da Lancia, conosce i manager Mannini e Zonca che gli propongono un programma privato con la Porsche Turbo di Gruppo 4: la vettura è molto veloce ma forse troppo sofisticata per i rally, e i risultati non arrivano. Nel frattempo terminava la sua carriera Tony Fassina che abbandonava le competizioni e chiudeva la carriera a metà della stagione in corso; il Team Volta, con lo sponsor Goldie Italia e la scuderia Bologna Corse, individuano in Cunico il degno successore.
Già alla prima gara, il Rally dell'Isola d'Elba, vince in coppia con Sghedoni. Seguono dei risultati in altri rally che gli permettono di finire il Campionato Italiano al secondo posto dietro a Adartico Vudafieri. Nello stesso anno ha la possibilità di utilizzare al Rally di Bilbao, in Spagna, la Ferrari 308 di Gruppo 4 giungendo secondo. Nonostante le doti dimostrate in questi inizi di carriera, nel 1985 non riesce a entrare in modo continuativo in una squadra ufficiale, ma viene avvicinato da Zonca che con il proprio team Tamauto lo coinvolge come pilota professionista. È l'inizio di una serie di prestazioni che sfociano in risultati di valore assoluto, nonostante la concorrenza di team ufficiali: vanno segnalate le vittorie a Tenerife, Ciocco, Monza e Rally 1000 Miglia. La collaborazione si protrae fino al 1987, anno in cui la Lancia chiede a Cunico di portare al debutto la nuova Delta di Gruppo N, affidando alla struttura Tamauto la gestione sportiva e finanziati nuovamente dai Concessionari Lancia Italiani: questo sodalizio porta alla conquista del Campionato Italiano di Gruppo N.

Cunico e Pierangelo Scalvini su Lancia Rally 037 nel vittorioso Rally Città di Torino del 1986.

Il 1988 segna l'inizio di una collaborazione tecnico-sportiva con la Ford, diventando così il primo pilota italiano a essere chiamato da un costruttore straniero a collaborare; questo rapporto durerà fino al 1998 ottenendo in tale decennio risultati che ne segnarono la propria carriera. Quell'anno e il successivo conquista del titolo italiano di Gruppo N con la Sierra Cosworth.

### Anni 1990
Nel 1990 viene convocato a Boreham, sede della Motorsport, per partecipare allo sviluppo della nuova Sierra 4x4 che dovrà partecipare al mondiale nell'anno successivo. Collaborano a questo programma, come piloti collaudatori, anche Malcom Wilson, poi manager di Ford nel Mondiale, e un promettente Colin McRae.
Al debutto al Rally dei 1000 Laghi del 1990 è costretto al ritiro per incidente quando, a poche prove dal termine, occupava il nono posto assoluto, e non meno sfortunato fu il successivo Rally di Sanremo, terminato con la rottura dell'acceleratore quando occupava la seconda posizione. In questa stagione partecipa anche al Campionato Inglese rally.
Conclusa questa esperienza in Inghilterra, ritorna in Italia grazie a un programma della Ford Italia con la nuova Sierra Cosworth 4x4 Tamoil, sotto la direzione del direttore sportivo Carlo Micci. Una prima vittoria al 1000 Miglia, seguita da quelle di Pescara e Messina, lo collocano al secondo posto nella classifica finale del Campionato Italiano Rally alle spalle di Dario Cerrato (Lancia); da segnalare anche il 3º posto finale ottenuto nella prova mondiale del Tour de Corse con la Sierra 4x4 del Team Mike Little. Nel 1992 partecipa al Campionato Italiano Rally con vittorie assolute al Ciocco, Limone e Rally del Salento. A fine anno al Rally di Monza debutta con la nuova Escort di Gruppo A, ottenendo un terzo posto.

Cunico e Stefano Evangelisti in azione su Ford Escort RS Cosworth nel vittorioso Sanremo del 1993

Il 1993 verrà ricordato per la conquista da parte di Cunico del Rally di Sanremo, gara valida per il Campionato del mondo rally, ottenuta con il team privato Promotosport e con la collaborazione del team manager Penariol: sarà ricordato per essere il secondo pilota italiano, dopo Fassina, a vincere una gara del mondiale utilizzando una vettura privata.
L'anno successivo la Martini Racing, con la scuderia Jolly Club del patron Roberto Angiolini, diventano partner ufficiali della Ford Italia per partecipare al Campionato Italiano Rally, e Cunico viene chiamato a guidare la Escort di Gruppo A. Suo direttore sportivo è Claudio Bortoletto, e questo sodalizio porterà a numerose vittorie assolute ma soprattutto ai trionfi consecutivi nei Campionati Italiani Assoluti dal 1994 al 1996. Nel 1998 arriva in Italia la nuova Escort WRC, e inizia anche la collaborazione con il navigatore Luigi Pirollo.

### Anni 2000 e 2010
Quindi, dopo 10 anni di ininterrotti rapporti, finisce la collaborazione tra Cunico e la Ford per cominciare quella con la Subaru Italia nella persona del suo responsabile marketing, Alberto Zambelli, e la neonata scuderia Aimont del patron Uzzeni. Al debutto vi è subito la vittoria al rally del Ciocco, seguita da quella al 1000 Miglia e alla Targa Florio. La Subaru Italia parteciperà nel biennio 2000-2001 al Campionato Italiano Terra con la Impreza WRC, ottenendo in entrambi gli anni la vittoria finale del campionato e 10 vittorie assolute su 16 partecipazioni.
Vi è poi una svolta nella carriera del pilota: è infatti chiamato nel 2002 a ricoprire il ruolo di team manager presso la struttura N.Technology, referente nelle competizioni per il gruppo Fiat, in qualità di responsabile dei programmi sportivi rally. Questa collaborazione durerà per tutto l'anno, e Cunico si occuperà anche dello sviluppo della Punto Super 1600 e di altre vetture del gruppo torinese.
Quindi a fine anno ritorna alle gare con una Mitsubishi del Team Nocentini, ottenendo un 4º posto assoluto al Rally 7 Comuni. Dopo questo risultato, nel 2003 conclude un accordo con il team Rally Project per correre il campionato italiano con una Mitsubishi di Gruppo N; seguono nel 2004 alcune partecipazioni con la Renault Clio Super 1600 del Team Autorel, con vittoria assoluta al rally Valli Piacentine. Nel 2005 si accorda con il Team Prorace per correre con una Mitsubishi, ottenendo alcune vittorie di gruppo. L'anno dopo ha la possibilità, al Rally dell'Altopiano di Asiago corso sulle strade del suo paese d'origine, di partecipare con una Ford Focus WRC e di ottenere una vittoria assoluta in coppia con il navigatore Rudy Pollet.
Decide quindi negli anni successivi di partecipare alle gare riservate alle auto storiche, dove utilizza una Porsche RS Gruppo 4 del 1972 del Team Guagliardo, con la quale ottiene alcune vittorie di prestigio: tra le varie, quella all'Isola d'Elba valida per il Campionato Europeo, e alla Targa Florio. Nel 2009, sempre con la Porsche del Team Guagliardo, vince il Rally 2 Valli di Verona.
Il 2009 segna un ritorno a tempo pieno nel panorama nazional,e dato che la Errepi Racing decide di affidargli una Focus WRC per tentare l'assalto all'International Rally Cup; infila 4 successi consecutivi in altrettante uscite e un secondo posto. L'anno seguente, rientra in pianta stabile nella massima serie tricolore: dopo un avvio di campionato altalenante con una Abarth Grande Punto, il vicentino si riscatta al volante della Peugeot 207 con la quale ottiene il nono posto assoluto al Rally di Sanremo (valido per l'Intercontinental Rally Challenge) e il secondo al Monza Rally Show nella finale del Master Show.
Il 2011 vede Cunico varcare la soglia delle 300 presenze, partecipando al Campionato Italiano Rally con il team Delta Rally Racing, dove ottiene il Trofeo Csai Indipendenti e giunge terzo assoluto nonché primo dei piloti non ufficiali. Vincitore di dodici titoli nazionali in carriera, le sue capacità gli valsero il soprannome di "Jimmy il fenomeno".

## Palmarès

### Gruppo N
| Anno | Rally            | Navigatore          | Vettura             | Pos. |
| ---- | ---------------- | ------------------- | ------------------- | ---- |
| 1987 | Rally di Sanremo | Stefano Evangelisti | Lancia Delta HF 4WD | 1º   |

### WRC
Cunico ha partecipato a 20 prove del mondiale rally dal 1981 al 2000, cogliendo due podi.
| Anno | Rally            | Navigatore          | Vettura                 | Pos. |
| ---- | ---------------- | ------------------- | ----------------------- | ---- |
| 1991 | Tour de Corse    | Stefano Evangelisti | Ford Sierra Cosworth    | 3º   |
| 1993 | Rally di Sanremo | Stefano Evangelisti | Ford Escort RS Cosworth | 1º   |

### Titoli nazionali
| Titoli                       | Stagione | Co-Pilota                                   | Vettura                 |
| ---------------------------- | -------- | ------------------------------------------- | ----------------------- |
| Trofeo A112                  | 1979     | Lappo, Meggiolan, Campagnol, Siega, Delfino | Autobianchi A112        |
| Campionato Italiano Gruppo B | 1983     | Ergy Bartolich                              | Lancia Rally 037        |
| Campionato Italiano Gruppo N | 1987     | Steve Evangelisti                           | Lancia Delta HF 4WD     |
| Campionato Italiano Gruppo N | 1988     | Max Sghedoni                                | Ford Sierra RS Cosworth |
| Campionato Italiano Gruppo N | 1989     | Max Sghedoni                                | Ford Sierra RS Cosworth |
| Campionato Italiano Assoluto | 1994     | Steve Evangelisti                           | Ford Escort RS Cosworth |
| Campionato Italiano Assoluto | 1995     | Steve Evangelisti                           | Ford Escort RS Cosworth |
| Campionato Italiano Assoluto | 1996     | Pierangelo Scalvini                         | Ford Escort RS Cosworth |
| Campionato Italiano Terra    | 2000     | Luigi Pirollo                               | Subaru Impreza WRC      |
| Campionato Italiano Terra    | 2001     | Luigi Pirollo                               | Subaru Impreza WRC      |
| IRCup Trony                  | 2009     | Luigi Pirollo                               | Ford Focus WRC          |
| Trofeo Csai Indipendenti     | 2011     | Rudy Pollet                                 | Peugeot 207 S2000       |

## Risultati nel mondiale rally

### WRC
| 1981 | Scuderia | Vettura               |  |  |  |  |  |  |  |  |  |     |  |  |  |  |  |  | Punti | Pos. |
| ---- | -------- | --------------------- |  |  |  |  |  |  |  |  |  | --- |  |  |  |  |  |  | ----- | ---- |
| 1981 |          | Ford Fiesta MK1 1600S |  |  |  |  |  |  |  |  |  | Rit |  |  |  |  |  |  | 0     |      |

| 1982 | Scuderia | Vettura                  |  |  |  |  |  |  |  |  |  |    |  |  |  |  |  |  | Punti | Pos. |
| ---- | -------- | ------------------------ |  |  |  |  |  |  |  |  |  | -- |  |  |  |  |  |  | ----- | ---- |
| 1982 |          | Fiat Ritmo Abarth 125 TC |  |  |  |  |  |  |  |  |  | 12 |  |  |  |  |  |  | 0     |      |

| 1984 | Scuderia      | Vettura          |  |  |  |  |  |  |  |  |  |     |  |  |  |  |  |  | Punti | Pos. |
| ---- | ------------- | ---------------- |  |  |  |  |  |  |  |  |  | --- |  |  |  |  |  |  | ----- | ---- |
| 1984 | Bologna Corse | Lancia 037 Rally |  |  |  |  |  |  |  |  |  | Rit |  |  |  |  |  |  | 0     |      |

| 1987 | Scuderia        | Vettura             |  |  |  |  |  |  |  |  |  |  |  |    |  |  |  |  | Punti | Pos. |
| ---- | --------------- | ------------------- |  |  |  |  |  |  |  |  |  |  |  | -- |  |  |  |  | ----- | ---- |
| 1987 | Concess. Lancia | Lancia Delta HF 4WD |  |  |  |  |  |  |  |  |  |  |  | 12 |  |  |  |  | 0     |      |

| 1988 | Scuderia    | Vettura                 |  |  |  |  |  |  |  |  |  |  |  |     |  |  |  |  | Punti | Pos. |
| ---- | ----------- | ----------------------- |  |  |  |  |  |  |  |  |  |  |  | --- |  |  |  |  | ----- | ---- |
| 1988 | Ford Italia | Ford Sierra RS Cosworth |  |  |  |  |  |  |  |  |  |  |  | Rit |  |  |  |  | 0     |      |

| 1989 | Scuderia     | Vettura                 |  |  |  |  |   |  |  |  |  |  |  |  |     |  |  |  | Punti | Pos. |
| ---- | ------------ | ----------------------- |  |  |  |  | - |  |  |  |  |  |  |  | --- |  |  |  | ----- | ---- |
| 1989 | Q8 Team Ford | Ford Sierra RS Cosworth |  |  |  |  | 7 |  |  |  |  |  |  |  | Rit |  |  |  | 4     | 52º  |

| 1990 | Scuderia     | Vettura                     |  |  |  |  |  |  |  |     |  |     |  |  |  |  |  |  | Punti | Pos. |
| ---- | ------------ | --------------------------- |  |  |  |  |  |  |  | --- |  | --- |  |  |  |  |  |  | ----- | ---- |
| 1990 | Q8 Team Ford | Ford Sierra RS Cosworth 4x4 |  |  |  |  |  |  |  | Rit |  | Rit |  |  |  |  |  |  | 0     |      |

| 1991 | Scuderia    | Vettura                     |  |  |  |  |   |  |  |  |  |  |     |  |  |  |  |  | Punti | Pos. |
| ---- | ----------- | --------------------------- |  |  |  |  | - |  |  |  |  |  | --- |  |  |  |  |  | ----- | ---- |
| 1991 | Ford Italia | Ford Sierra RS Cosworth 4x4 |  |  |  |  | 3 |  |  |  |  |  | Rit |  |  |  |  |  | 12    | 19º  |

| 1992 | Scuderia    | Vettura                     |  |  |  |  |  |  |  |  |  |  |     |  |  |  |  |  | Punti | Pos. |
| ---- | ----------- | --------------------------- |  |  |  |  |  |  |  |  |  |  | --- |  |  |  |  |  | ----- | ---- |
| 1992 | Ford Italia | Ford Sierra RS Cosworth 4x4 |  |  |  |  |  |  |  |  |  |  | Rit |  |  |  |  |  | 0     |      |

| 1993 | Scuderia    | Vettura                 |  |  |  |  |  |  |  |  |  |  |   |  |  |  |  |  | Punti | Pos. |
| ---- | ----------- | ----------------------- |  |  |  |  |  |  |  |  |  |  | - |  |  |  |  |  | ----- | ---- |
| 1993 | Ford Italia | Ford Escort RS Cosworth |  |  |  |  |  |  |  |  |  |  | 1 |  |  |  |  |  | 20    | 15º  |

| 1994 | Scuderia                         | Vettura                 |  |  |  |     |  |  |  |  |   |  |  |  |  |  |  |  | Punti | Pos. |
| ---- | -------------------------------- | ----------------------- |  |  |  | --- |  |  |  |  | - |  |  |  |  |  |  |  | ----- | ---- |
| 1994 | Ford Motor Co. Ltd. e Jolly Club | Ford Escort RS Cosworth |  |  |  | Rit |  |  |  |  | 6 |  |  |  |  |  |  |  | 6     | 25º  |

| 1996 | Scuderia   | Vettura                 |  |  |  |  |  |  |  |   |  |  |  |  |  |  |  |  | Punti | Pos. |
| ---- | ---------- | ----------------------- |  |  |  |  |  |  |  | - |  |  |  |  |  |  |  |  | ----- | ---- |
| 1996 | Jolly Club | Ford Escort RS Cosworth |  |  |  |  |  |  |  | 6 |  |  |  |  |  |  |  |  | 6     | 20º  |

| 1997 | Scuderia   | Vettura         |  |  |  |  |  |  |  |  |  |  |  |     |  |  |  |  | Punti | Pos. |
| ---- | ---------- | --------------- |  |  |  |  |  |  |  |  |  |  |  | --- |  |  |  |  | ----- | ---- |
| 1997 | Jolly Club | Ford Escort WRC |  |  |  |  |  |  |  |  |  |  |  | Rit |  |  |  |  | 0     |      |

| 1998 | Scuderia   | Vettura         |  |  |  |  |  |  |  |  |  |  |     |  |  |  |  |  | Punti | Pos. |
| ---- | ---------- | --------------- |  |  |  |  |  |  |  |  |  |  | --- |  |  |  |  |  | ----- | ---- |
| 1998 | Jolly Club | Ford Escort WRC |  |  |  |  |  |  |  |  |  |  | Rit |  |  |  |  |  | 0     |      |

| 1999 | Scuderia           | Vettura                   |  |  |  |  |  |  |  |  |  |  |  |   |  |  |  |  | Punti | Pos. |
| ---- | ------------------ | ------------------------- |  |  |  |  |  |  |  |  |  |  |  | - |  |  |  |  | ----- | ---- |
| 1999 | Aimont Racing Team | Subaru Impreza S5 WRC '97 |  |  |  |  |  |  |  |  |  |  |  | 9 |  |  |  |  | 0     |      |

| 2000 | Scuderia           | Vettura                   |  |  |  |  |  |  |  |  |  |  |  |     |  |  |  |  | Punti | Pos. |
| ---- | ------------------ | ------------------------- |  |  |  |  |  |  |  |  |  |  |  | --- |  |  |  |  | ----- | ---- |
| 2000 | Aimont Racing Team | Subaru Impreza S5 WRC '99 |  |  |  |  |  |  |  |  |  |  |  | Rit |  |  |  |  | 0     |      |

| Legenda | 1º posto | 2º posto | 3º posto | A punti | Senza punti | Ritirato | Squalificato | NP=Non partito C=Gara cancellata | Apice=Power stage |

### Gruppo N
| 1987 | Scuderia        | Vettura             |  |  |  |  |  |  |  |  |  |  |  |   |  |  |  |  | Punti | Pos. |
| ---- | --------------- | ------------------- |  |  |  |  |  |  |  |  |  |  |  | - |  |  |  |  | ----- | ---- |
| 1987 | Concess. Lancia | Lancia Delta HF 4WD |  |  |  |  |  |  |  |  |  |  |  | 1 |  |  |  |  | 13    | 3º   |

| Legenda | 1º posto | 2º posto | 3º posto | A punti | Senza punti | Ritirato | Squalificato | NP=Non partito C=Gara cancellata | Apice=Power stage |